# 새콤달콤한 봄에 벚꽃 피다
| 전문가 평가               | 전문가 평가 |
| 평가 점수                 | 평가 점수   |
| 출처                      | 점수        |
| ------------------------- | ----------- |
| hotexpress(히라가 테츠오) | 긍정적      |

새콤달콤한 봄에 벚꽃 피다(甘酸っぱい春にサクラサク 아마즛파이하루니사쿠라사쿠[*])은 2011년 11월 16일에 발매된 Berryz코보×℃-ute(베리큐)의 싱글이다. 2011년 11월 9일에 업프런트 워크스 (핏코로 타운/zetima 레이블)에서 발매됐다.

## 개요
타이틀곡 〈새콤달콤한 봄에 벚꽃 피다〉는 BS-TBS 배급 영화 《왕게임》의 닫는 곡으로 사용됐으며, 졸업을 테마로 한 곡이다. 야지마가 이 노래를 “졸업송이지만, 슬픈 작별이 아니라 적극적인 여행의 노래”라고 표현하였다.
뮤직 비디오에서도 체육관에서 다수의 엑스트라를 동원해 졸업식의 씬이 촬영되었다. 체육관에서의 촬영은 저녁까지의 3시간이라고 하는 제한이 있었지만, 3시간동안 하는 것은 트러블이 발생했을 경우 촬영이 의심되는 길이이다.

## 비평
hotexpress의 히라가 테츠오는 “이 악곡은 매우 해피로 큐트한 아이돌인것 같은 그루브로 일관되고 있는 것”이라고 평가하고 있다

## 수록곡

### Berryz코보판
| #  | 제목                                                     | 작사·작곡 | 편곡            | 음악가     | 재생 시간 |
| -- | -------------------------------------------------------- | --------- | --------------- | ---------- | --------- |
| 1. | 〈새콤달콤한 봄에 벚꽃 피다〉 (甘酸っぱい春にサクラサク) | 츤쿠      | 타쿠미 마사노리 |            |           |
| 2. | 〈매우 단순한 나...〉 (単純すぎなの私…)                  | 츤쿠      | 타카하시 유이치 | Berryz코보 |           |
| 3. | 〈새콤달콤한 봄에 벚꽃 피다 (Instrumental)〉             |           |                 |            |           |

### ℃-ute판
| #  | 제목                                                     | 작사·작곡 | 편곡            | 음악가 | 재생 시간 |
| -- | -------------------------------------------------------- | --------- | --------------- | ------ | --------- |
| 1. | 〈새콤달콤한 봄에 벚꽃 피다〉 (甘酸っぱい春にサクラサク) | 츤쿠      | 타쿠미 마사노리 |        |           |
| 2. | 〈싫어서 싫어서 싫어〉 (嫌いで嫌いで嫌い)                | 츤쿠      | 유아사 코이치   | ℃-ute  |           |
| 3. | 〈새콤달콤한 봄에 벚꽃 피다 (Instrumental)〉             |           |                 |        |           |